# 鸣走跃蛛
鸣走跃蛛（学名：Sitticus avocator）为跳蛛科跃蛛属的动物。分布于印度、俄罗斯、日本以及中国大陆的新疆等地。